# 西村不可止
西村 不可止（にしむら ふかし、1946年 - ）は、日本の画家。 NPOひろしまインターネット美術館理事。

## 経歴
山口県萩市出身。
山口県立萩高等学校卒業。
会社に勤めていた35歳の時に絵画教室へ通い始めた。41歳になった頃、師の勧めで公募展に出品をすると初の入選をした。2度目の公募展では中国新聞社賞を受賞し、このころより創作活動に本腰を入れることになる。以来35年間連続で公募展に出品。故郷でもある萩市の「萩市美展」や「国民文化祭」、その他個展やグループ展にて作品を発表。搬入、搬出には有休を取って自ら参加している。
また、絵画教室の講師も仕事と並行して務めた。

## 受賞
- 中国新聞社賞（1989年）
- 萩市教育長賞（1992年）
- 第24回元陽展奨励賞（1992年）
- 広島県労働金庫賞（1993年）
- 萩市長賞（1997年）
- 広島県知事賞（2001年）
- 谷口賞（2002年）
- 萩市議会議長賞（2004年）
- 第46回元陽展文化賞（2014年）
- 東京都知事賞（2018年）

## パブリックコレクション
- 福栄村農業担い手育成センター
- 福栄村立紫福小学校
- 萩市立福栄小中学校
- JAあぶらんど萩　阿中支店
- 特別養護老人ホーム　紫福園
- 広島市立大州小学校
- 安芸高田市立八千代の丘美術館
- 道の駅　ハピネスふくえ
- 山口県立萩高等学校